# Bąki (Opole)
Pour les articles homonymes, voir Bąki.
Bąki est une localité polonaise de la gmina de Dobrodzień, située dans le powiat d’Olesno en voïvodie d'Opole.